# Hibiscus greenwayi
Hibiscus greenwayi är en malvaväxtart som beskrevs av E. G. Baker. Hibiscus greenwayi ingår i Hibiskussläktet som ingår i familjen malvaväxter. Inga underarter finns listade i Catalogue of Life.

## Bildgalleri

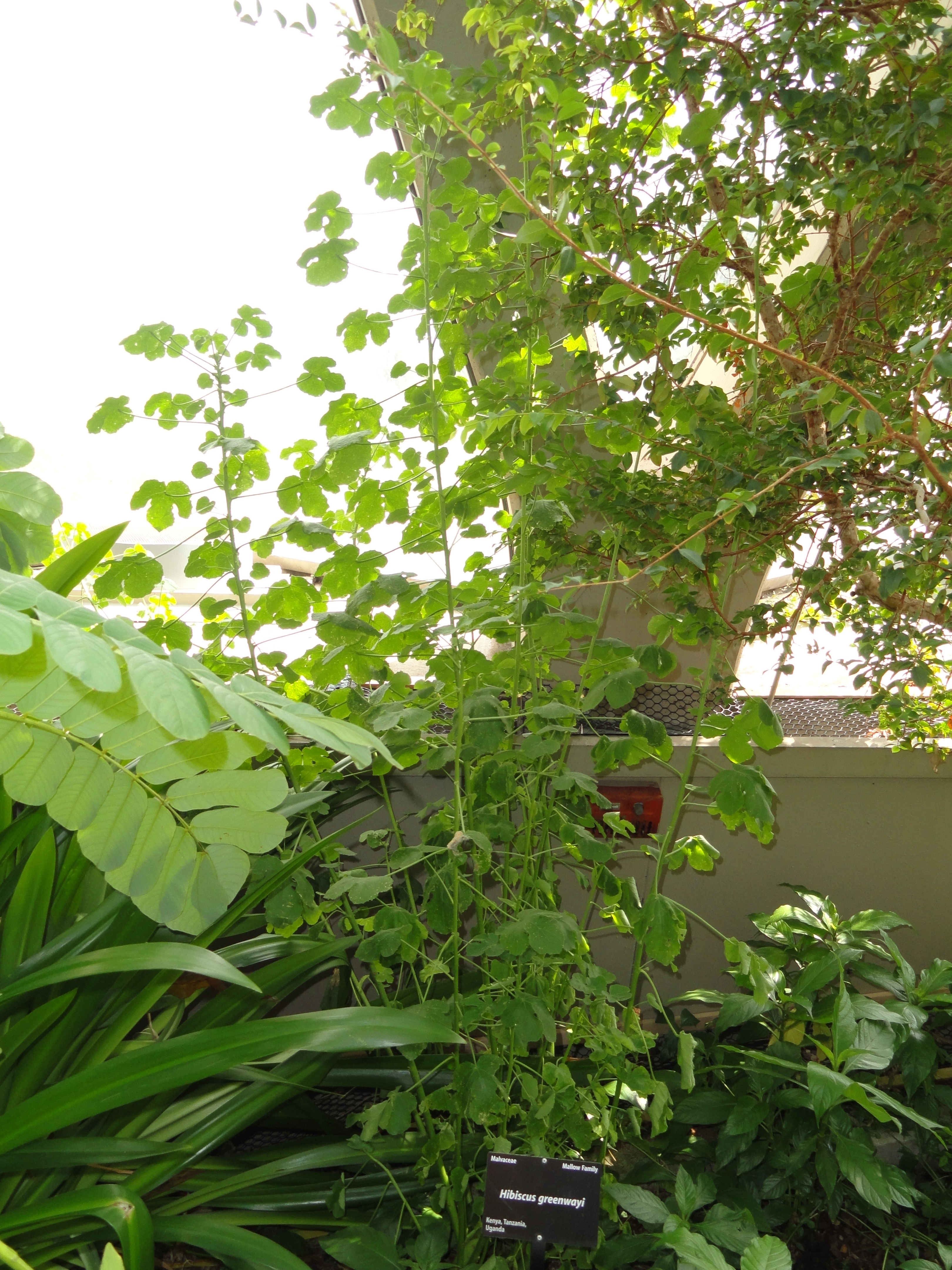